# Colobraro
Colobraro é uma comuna italiana da região da Basilicata, província de Matera, com cerca de 1.535 habitantes. Estende-se por uma área de 65 km², tendo uma densidade populacional de 24 hab/km². Faz fronteira com Noepoli (PZ), Rotondella, Sant'Arcangelo (PZ), Senise (PZ), Tursi, Valsinni.

## Demografia
| Variação demográfica do município entre 1861 e 2011                               |
|                                                                                   |
| Fonte: Istituto Nazionale di Statistica (ISTAT) - Elaboração gráfica da Wikipedia |